# Modder
Modder, slijk, bagger of blubber is een vloeibaar of semi-vloeibaar mengsel van klei, silt en water, een suspensie. Modder kan een leefomgeving zijn voor een aantal dieren, zoals wormen, kikkers, schelpdieren en kreeftachtigen. Andere dieren zoals varkens en olifanten houden ervan in de modder te baden. In sommige gevallen schuilen dieren maandenlang in de modder in een winterslaap om de winter door te komen, zoals kikkers en salamanders. Ook tijdens heel warme perioden schuilen sommige dieren in de modder, zoals de slijkspringers, een vissengeslacht.
In sommige landen wordt modder gebruikt als een bouwmateriaal, onder meer door het als pleister te gebruiken.
Modder kan uit verschillende bodemsoorten ontstaan of worden gemaakt. Hierdoor zijn de minerale verhoudingen zeer divers. In modderbaden wordt hiervan gebruikgemaakt.

## Zegswijzen
- Een modderfiguur slaan - een slechte indruk achterlaten
- In de modder staan - het lastige of zware werk doen, praktisch bezig zijn of daarvoor geschikt zijn
- Met modder gooien - opzettelijk over iets of iemand kwaadspreken
- Moddervet - heel erg vet (vet als in spek)
- Spuit elf, geeft ook nog modder